# 安东·吉洪
安东·米哈伊洛维奇·齐洪（俄語：Антон Михайлович Цихон，1887年5月14日（26日）—1939年3月7日）是全联盟共产党（布尔什维克）中央组织局候补委员、苏共中央监察委员会成员，是白俄罗斯人。1937年被捕。1939年遭枪杀。1956年平反。